# Erlend Loe

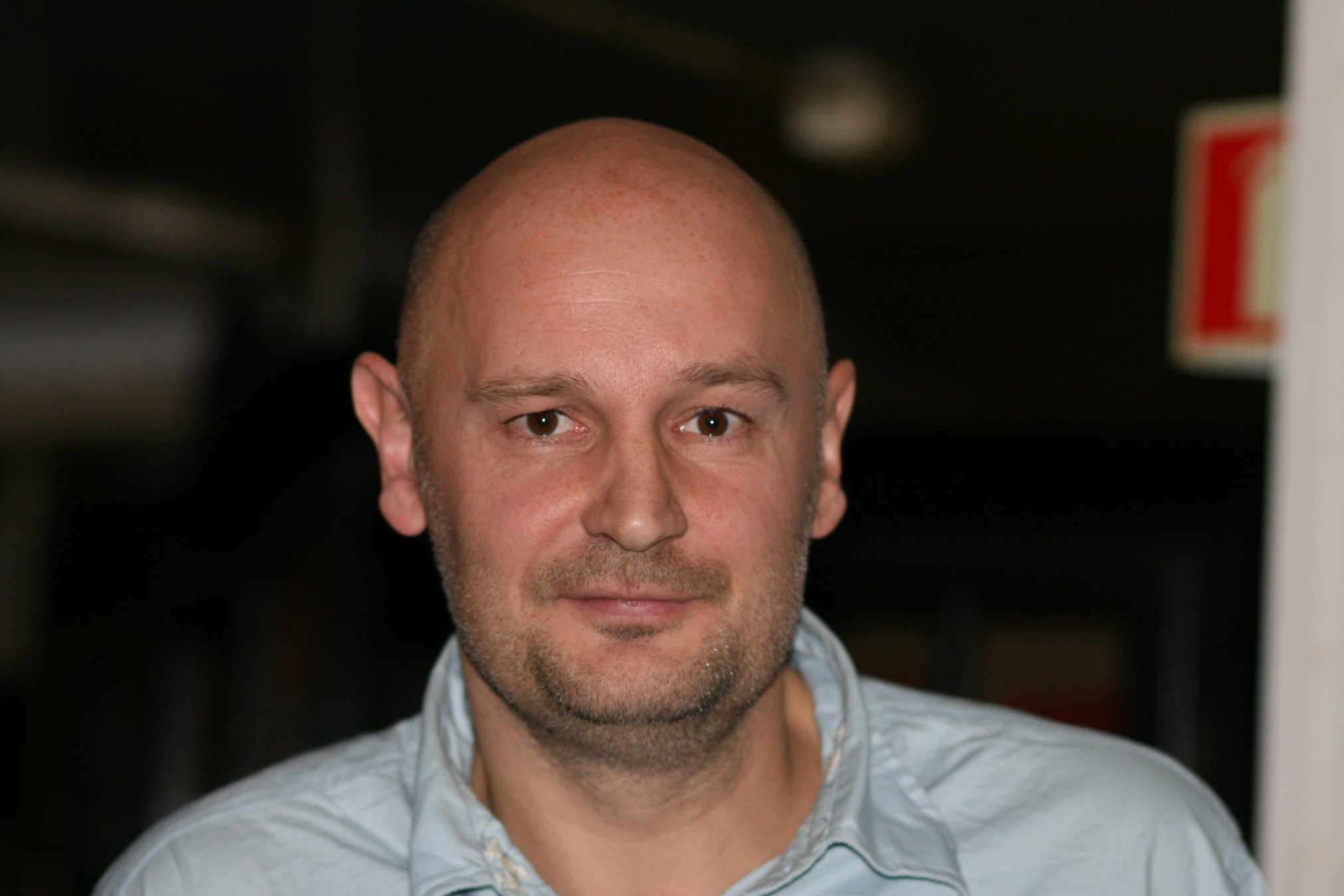
Erlend Loe.

Erlend Loe (Trondheim, Noruega, 29 de maio de 1969 - ) é um aclamado escritor, tradutor e roteirista norueguês. Tem trabalhado em uma clínica psicológica e foi freelancer no jornal Adresseavisen. Erlend Loe mora e trabalha em Oslo, onde em 1998 ele criou o Screenwriters Oslo - um escritório de roteiristas. Os livros de Loe são publicados em 39 idiomas. Ele escreve ficção para adultos e para crianças.

## Biografia
Depois do segundo do ensino médio Loe foi para a França com um programa de intercâmbio estudantil. Ele terminou o ensino médio em escola privada. Loe é Candidatus magisterii. Loe também é um escritor educado na Den Danske Filmskole (Escola dinamarquesa de cinema) em Compenhaga. Além disso ele esteve na Academia de Artes de Trondheim em um curto período. Loe escolheu por não se alistar ao exército, e como trabalho civil foi ator e auxiliar de serviços gerais no grupo de teatro Stella Polaris, onde ele descobriu que teatro era longe de ser o que ele queria trabalhar.
Seu primeiro livro, Tatt av kvinnen, foi lançado em 1993 e no próximo ano foi lançado o livre infanto-juvenil, Fisken om truckføreren Kurt. Loe tem um estilo de escrita especial que após o livro Naiv.Super. foi comumente caracterizado como naivisista. Loe costuma usar ironia, exagero e humor. Os personagens principais em seus livros são geralmente pessoas com algum tipo de pensamento ou modo de vida estranho.
Todos os seus livros infantis são ilustrados por Kim Hiorthøy.
Seu popular romance Naiv. Súper. (Ingênuo. Super.) foi traduzido para mais de 20 idiomas.

### Romances
(Título em inglês mencionado apenas se a tradução em inglês tiver sido publicada.)
- Tatt av kvinnen (1993)
- Naïve. Super (Naive.Super.) (1996)
- L (1999)
- Fakta om Finland (2001)
- Doppler (Doppler) (2004)
- Volvo lastvagnar (Volvo Trucks) (2005)
- Muleum (Muleum) (2007)
- Stille dager i Mixing Part (Lazy Days) (2009)
- Fvonk (2011)
- Vareopptelling (2013; Inglês: tallying the inventory)
- Slutten på verden slik vi kjenner den (2015)
- Dyrene I Afrika (2018)
- Helvete (2019)
- Forhandle med virkeligheten: Ett år på ett hjul (2020)

### Outras obras
- Fisken (1994)
- Maria & José (1994)
- Kurt blir grusom (1995)
- Den store røde hunden (1996)
- Kurt quo vadis? (1998)
- Detektor (2000)
- Jotunheimen, bill.mrk. 2469 (2001)
- Klatretøsen (2002)
- Kurt koker hodet (2003)
- Pingvinhjelpen (2006)
- Organisten (2006)
- The Mischievous Russ/Den Fæle Russen" short story in Jørn Tomter's photography book The Norwegian Way
- Kurtby (2008)
- North (2009),
- Kurt kurér (2010)
- En helt vanlig dag på jobben (2010)
- Fruit Delivery (short) (2012
- Fisken och apelsinen (short) (2012)
- Bara sex (short) (2012)
- Alle hater Johan (2022)